# クリスティアーネ・ティーツ

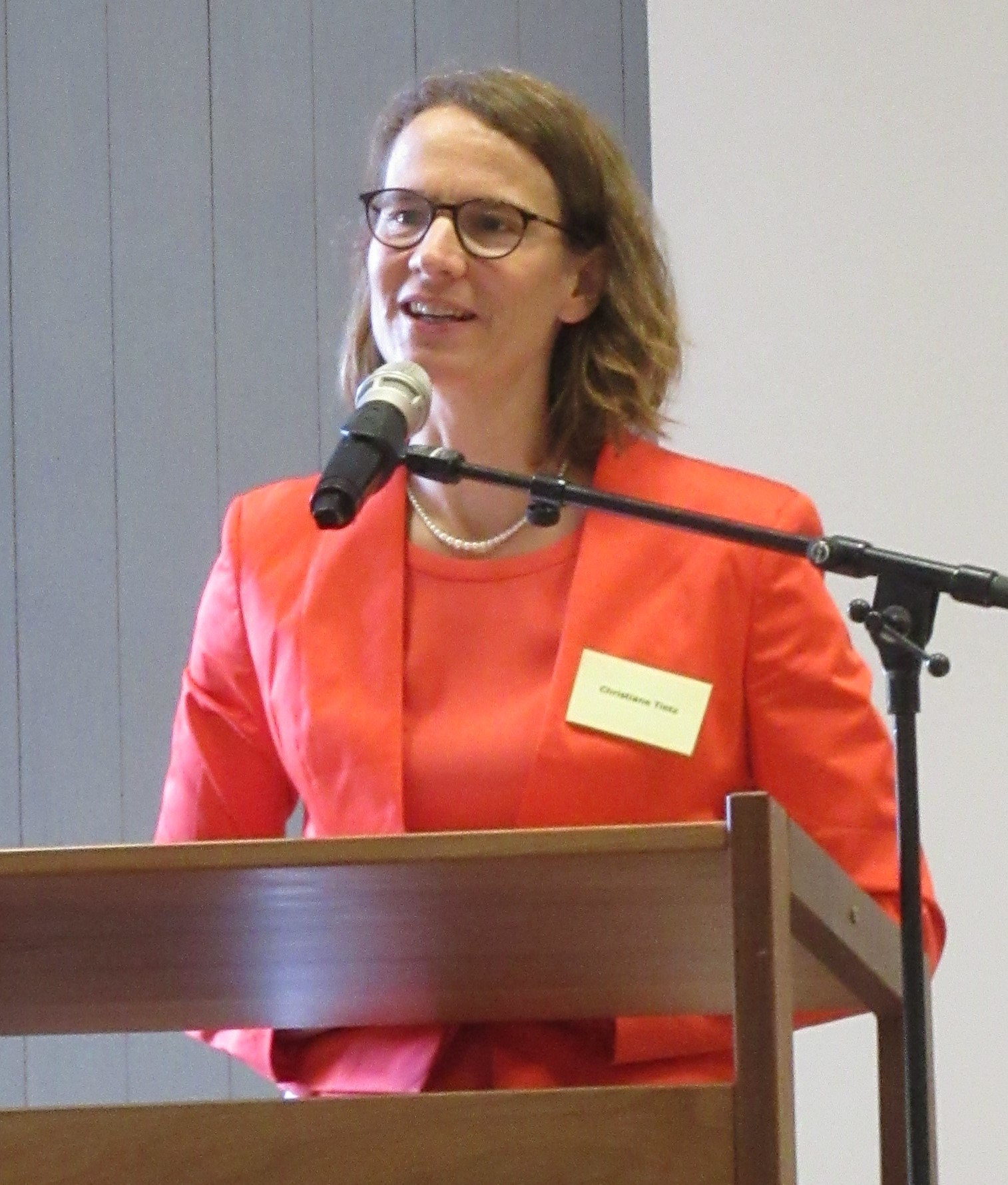
クリスティアーネ・ティーツ (2016)

クリスティアーネ・ティーツ （ドイツ語:  Christiane Tietz 、1967年4月20日 ヘッセン州フランクフルト・アム・マイン - )はドイツの福音主義神学者 (組織神学)。2024年 9月28日、ヘッセン＝ナッサウ福音主義教会 (EKHN)総会で次期州教会議長(監督に相当)に選出された。 

## 経歴

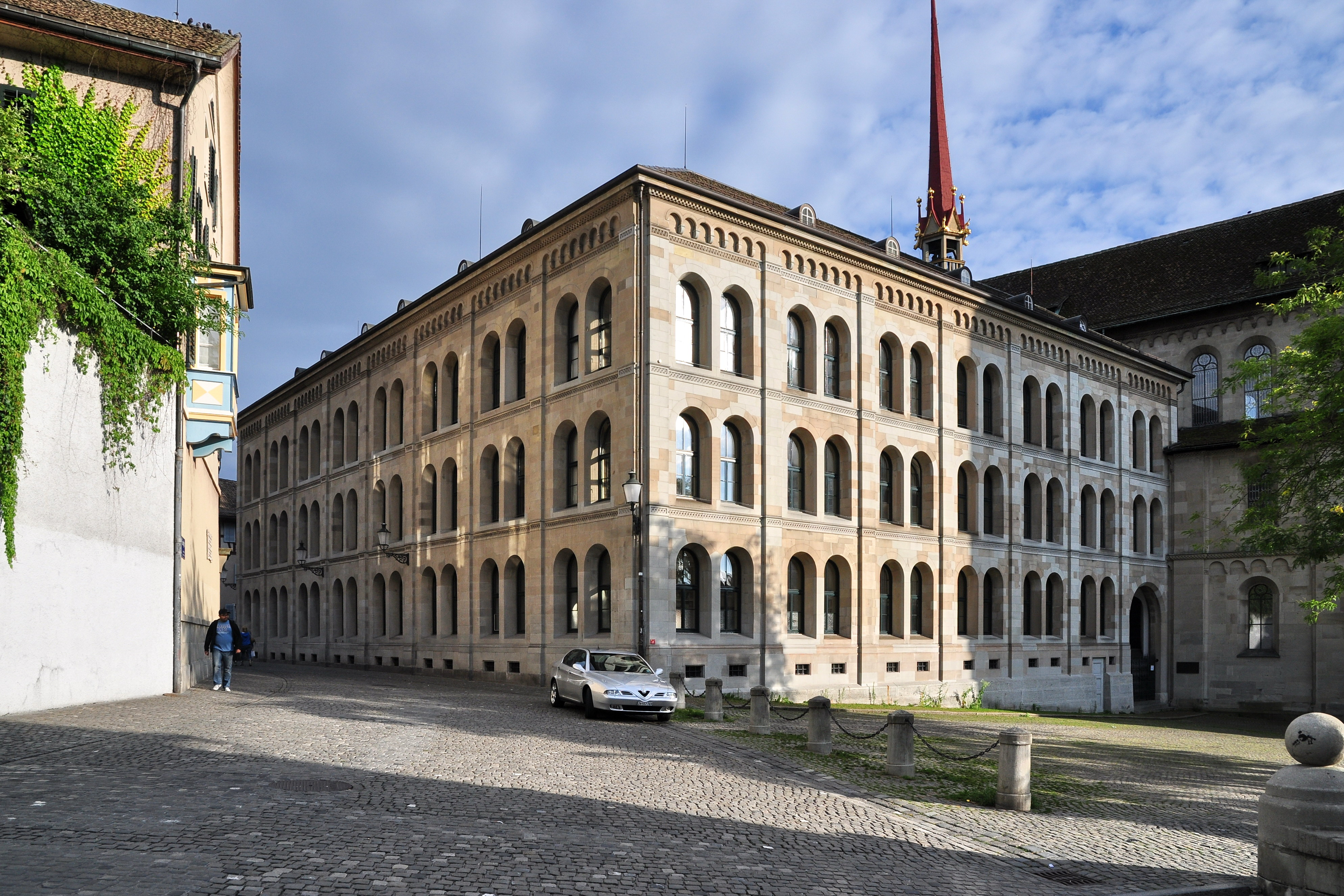
チューリヒ大学神学部

ティーツはフランクフルト大学とテュービンゲン大学で数学と福音主義神学を学んだ。1997年から2006年までテュービンゲン大学福音主義神学部解釈学研究所に所属し、2003年までのエーバーハルト・ユンゲルの下で、2004年からはクリストフ・シュヴェーベルの下で助手を務めた。1999年に神学の博士号を授与されている。2004年には大学教授資格(ハビリタチオン)を得ている。2006年から2008年まで、ドイツ研究振興協会ハイゼンベルク・プログラムから研究費の助成を受けた。2008年、マインツ大学において組織神学と社会倫理学担当教授に就任。なお、彼女は2006/2007学期において教授代行のポストに就いていた。2013年8月、チューリッヒ大学神学部の組織神学 (解釈学・宗教哲学部門)担当教授に就任。
2008年から2018年まで、ティーツは国際ボンヘッファー協会ドイツ語圏部会長であった。2010年11月から2013年10月まで、ドイツ福音主義教会EKD常議員会のメンバーであった。2021年からドイツ福音主義教会第13期総会代議員、福音主義合同教会神学委員会の委員長に就いている。ティーツは神学雑誌「Evangelische Theologie」、「Kerygma und Dogma」、「Neue Zeitschrift für systematische Theologie und Religionsphilosophie und Zeitzeichen」の共同編集人である。加えて、カール・バルト賞の3人いる選定委員の1人でもある。
2024年5月2日、ヘッセン＝ナッサウ福音主義教会 (EKHN)議長選出選挙に立候補することを表明した。2024年9月28日、フランクフルト・アム・マインで開催された州教会総会で州教会議長に選出された。ヘッセンの州都ヴィースバーデンで2015年1月26日に開催される就任式で、フォルカー・ユングの後任としてヘッセン＝ナッサウ福音主義教会議長に就任する。

## 家族
2024年現在、クリスティアーネ・ティーツは既婚者であり、スイス グラウビュンデン州 シルス在住である。

## 主要著作
- Bonhoeffers Kritik der verkrümmten Vernunft. Eine erkenntnistheoretische Untersuchung (Beiträge zur historischen Theologie 112). Mohr Siebeck, Tübingen 1999, ISBN 3-16-147187-3.
- Freiheit zu sich selbst. Entfaltung eines christlichen Begriffs von Selbstannahme (Forschungen zur systematischen und ökumenischen Theologie, Band 111). Vandenhoeck & Ruprecht, Göttingen 2005, ISBN 3-525-56339-6.
- Martin Luther im interkulturellen Kontext. (Interkulturelle Bibliothek, Band 110). Traugott Bautz, Nordhausen 2008, ISBN 978-3-88309-294-2.
- Leid und Schicksal. In: Wolfgang Kraus, Bernd Schröder (Hrsg.):  Kulturelle Grundlagen Europas. Grundbegriffe. Lit, Berlin 2012, ISBN 978-3-643-11862-2, S. 39–52.
- Dietrich Bonhoeffer. Theologe im Widerstand. C. H. Beck, München 2013, ISBN 978-3-406-64508-2.
- Karl Barth. Ein Leben im Widerspruch. C. H. Beck, München 2018, ISBN 978-3-406-72523-4.
- „Die Spiegelschrift Gottes ist schwer zu lesen“. Beiträge zur Theologie Dietrich Bonhoeffers. Gütersloher Verlagshaus, Gütersloh 2021, ISBN 978-3-579-05853-5.